# Pouillac
Pouillac est une commune du sud-ouest de la France, située dans le département de la Charente-Maritime (région Nouvelle-Aquitaine).
Ses habitants sont appelés les Pouillacais et les Pouillacaises.

## Géographie
La commune de Pouillac se situe dans le sud du département de la Charente-Maritime, en région Nouvelle-Aquitaine, dans la zone historique et naturelle de la Haute-Saintonge.
Campé en bordure de la Double Saintongeaise, le secteur présente un paysage doucement vallonné, où se succèdent boisements, prairies, champs cultivés et vignes.
La superficie de Pouillac est de 459 hectares (4,59 km2) avec une altitude minimum de 80 mètres et un maximum de 144 mètres. Le point culminant est situé sur un coteau, à l'ouest du Bois du Canton,.
La Seugne délimite sa partie sud-ouest, et prend sa source à quelques kilomètres de là, dans la commune voisine de Montlieu-La-Garde.
Le ruisseau de la Moulinasse (2,8 km) qui traverse d'est en ouest, en est un affluent.
Marquée par les vignobles, la zone fait partie de l'appellation Cognac, dans le cru dit des Bons Bois. La production est partagée avec le pineau des Charentes et les vins charentais.

### Communes limitrophes
|                | Chevanceaux       |                           |
| Sainte-Colombe | Pouillac          | Saint-Palais-de-Négrignac |
| Chepniers      | Montlieu-la-Garde |                           |

## Urbanisme

### Typologie
Au 1er janvier 2024, Pouillac est catégorisée commune rurale à habitat dispersé, selon la nouvelle grille communale de densité à 7 niveaux définie par l'Insee en 2022.
Elle est située hors unité urbaine et hors attraction des villes,.

### Occupation des sols
L'occupation des sols de la commune, telle qu'elle ressort de la base de données européenne d’occupation biophysique des sols Corine Land Cover (CLC), est marquée par l'importance des territoires agricoles (79,2 % en 2018), en diminution par rapport à 1990 (82,3 %). La répartition détaillée en 2018 est la suivante : 
zones agricoles hétérogènes (65,1 %), forêts (16,8 %), prairies (6 %), cultures permanentes (5,5 %), zones urbanisées (4 %), terres arables (2,5 %). L'évolution de l’occupation des sols de la commune et de ses infrastructures peut être observée sur les différentes représentations cartographiques du territoire : la carte de Cassini (XVIIIe siècle), la carte d'état-major (1820-1866) et les cartes ou photos aériennes de l'IGN pour la période actuelle (1950 à aujourd'hui).

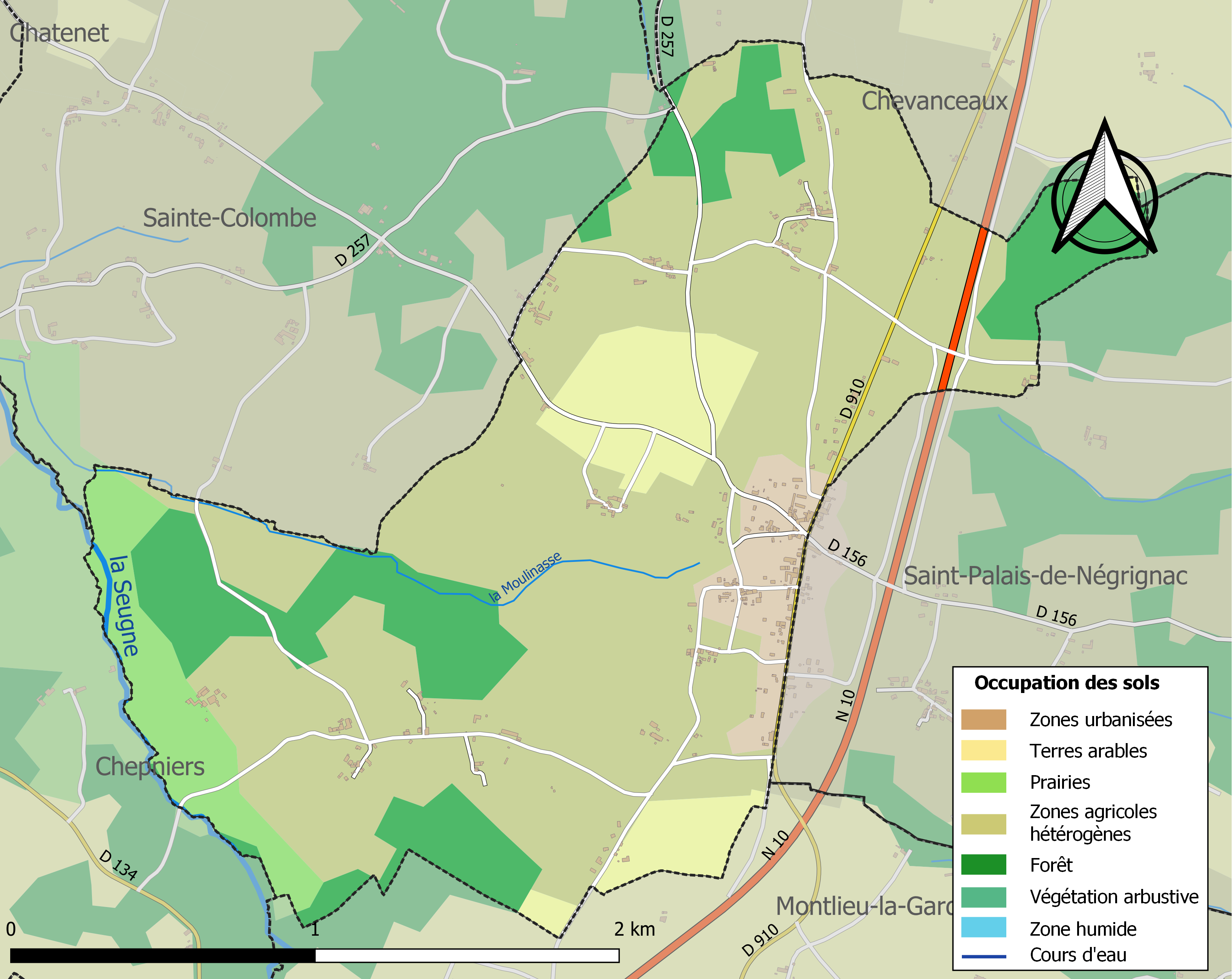
Carte des infrastructures et de l'occupation des sols de la commune en 2018 (CLC).

### Risques majeurs
Le territoire de la commune de Pouillac est vulnérable à différents aléas naturels : météorologiques (tempête, orage, neige, grand froid, canicule ou sécheresse), inondations, mouvements de terrains et séisme (sismicité faible). Il est également exposé à un risque technologique,  le transport de matières dangereuses. Un site publié par le BRGM permet d'évaluer simplement et rapidement les risques d'un bien localisé soit par son adresse soit par le numéro de sa parcelle.

#### Risques naturels
Certaines parties du territoire communal sont susceptibles d’être affectées par le risque d’inondation par débordement de cours d'eau, notamment la Seugne. La commune a été reconnue en état de catastrophe naturelle au titre des dommages causés par les inondations et coulées de boue survenues en 1982, 1993, 1999 et 2010,.

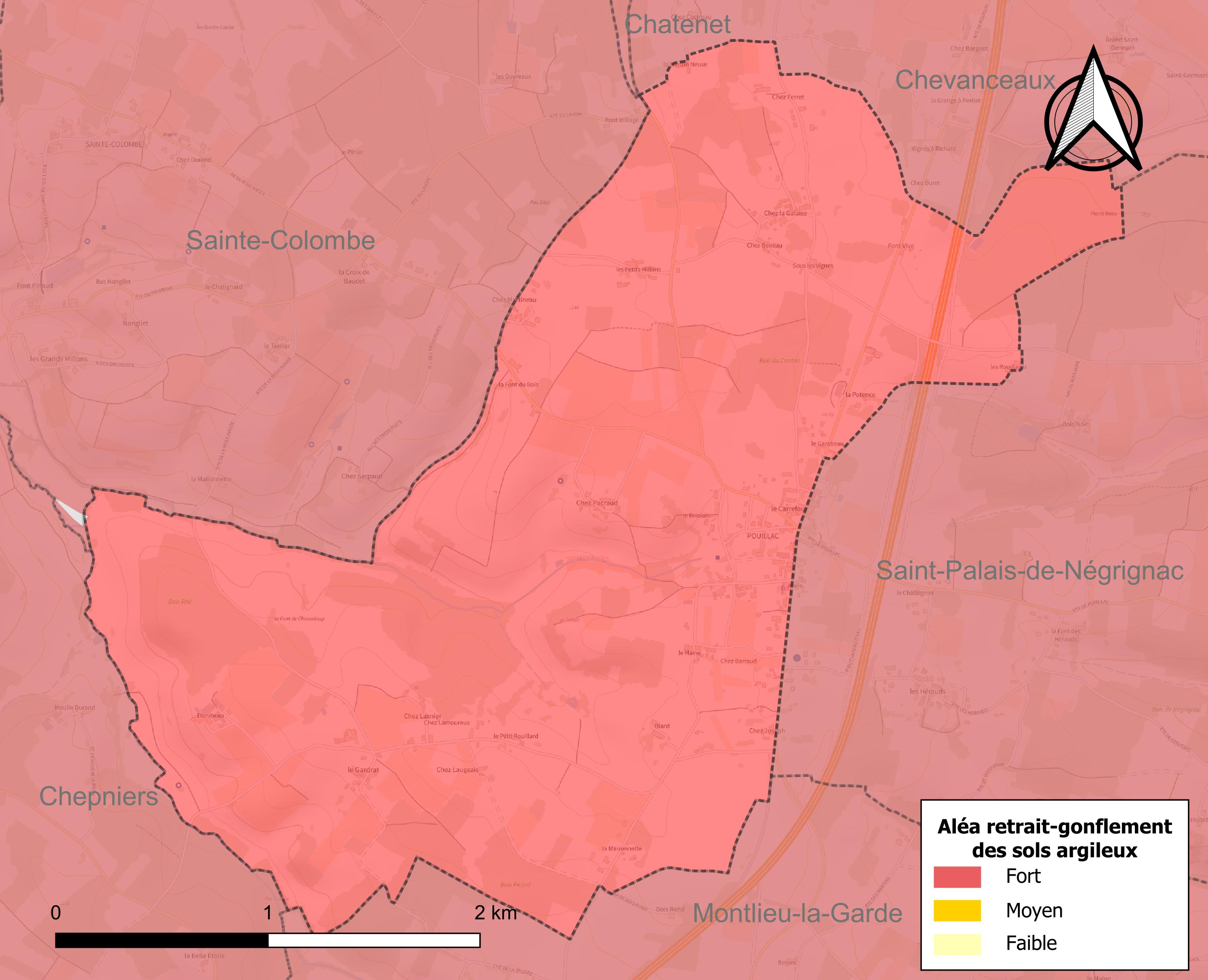
Carte des zones d'aléa retrait-gonflement des sols argileux de Pouillac.

Les mouvements de terrains susceptibles de se produire sur la commune sont des tassements différentiels.
Le retrait-gonflement des sols argileux est susceptible d'engendrer des dommages importants aux bâtiments en cas d’alternance de périodes de sécheresse et de pluie. La totalité de la commune est en aléa moyen ou fort (54,2 % au niveau départemental et 48,5 % au niveau national). Sur les 133 bâtiments dénombrés sur la commune en 2019,  133 sont en aléa moyen ou fort, soit 100 %, à comparer aux 57 % au niveau départemental et 54 % au niveau national. Une cartographie de l'exposition du territoire national au retrait gonflement des sols argileux est disponible sur le site du BRGM,.
Par ailleurs, afin de mieux appréhender le risque d’affaissement de terrain, l'inventaire national des cavités souterraines permet de localiser celles situées sur la commune.
Concernant les mouvements de terrains, la commune a été reconnue en état de catastrophe naturelle au titre des dommages causés par la sécheresse en 1989, 2003, 2005 et 2011 et par des mouvements de terrain en 1999 et 2010.

#### Risques technologiques
Le risque de transport de matières dangereuses sur la commune est lié à sa traversée par une ou des infrastructures routières ou ferroviaires importantes ou la présence d'une canalisation de transport d'hydrocarbures. Un accident se produisant sur de telles infrastructures est susceptible d’avoir des effets graves sur les biens, les personnes ou l'environnement, selon la nature du matériau transporté. Des dispositions d’urbanisme peuvent être préconisées en conséquence.

## Toponymie
De l'anthroponyme gallo-romain Pullius, suivi du suffixe -acum.

## Histoire
Pouillac était une ancienne villa gallo-romaine dont l'église était dédiée à Saint-Hilaire. Dans les archives et sur la carte de Cassini, on ne retrouve aucun repaire noble sur la terre de Pouillac.

### Moyen âge
Entre 1075 et 1109 des dons de terres et de vignes en provenance de Saint-Hilaire de Pouillac sont enregistrés dans le cartulaire de l'abbaye Saint-Étienne de Baignes.

### Ancien Régime
Sous l'Ancien Régime, la terre de Pouillac se situait dans le Petit Angoumois. Elle dépendait de la châtellenie de St-Germain de Chevanceaux, et relevait de la seigneurie de Chaux.
La paroisse de Pouillac dépendait de l'abbaye Saint-Étienne de Baignes, de l'évêché de Saintes, et de la Généralité de Limoges. La paroisse était desservie par son propre curé. Sur la cloche, une inscription en lettres gothiques révèle le texte suivant : "IHS, l'an 1546 l'homme Groleau m'a mise pour appeler grands et petits à Saint-Hilaire de Pouilhac, l'abbé Bouhyer curé, l'homme Fonteneau fondeur".
Les registres paroissiaux remontent jusqu'en 1711. On y retrouve les traces de la famille Gaignon alliée aux Dangeac, Marchand, Rocher.

## Économie

### Emploi
Les chiffres de l'Insee donnent 76,9 % d'actifs en 2010, un chiffre qui montre une hausse significative depuis 1999 (68,3 %). Ces chiffres sont à nuancer par une légère augmentation du nombre de chômeurs, ce qui ramène le pourcentage d'actifs avec emploi à 65,4 %, contre 59,2 % en 1999.
Si 28,2 % des actifs travaillent dans la commune, la majorité des habitants travaillent dans une commune voisine, soit 71,8 %.
Parmi eux, 14 % travaillent dans une autre région, contre seulement 2 % en 1999. On peut y voir l'influence de l'aire urbaine de Bordeaux, qui arrive aux portes du canton, avec l'assimilation de la commune de Bedenac en 2010,.

### Entreprises et infrastructures
La commune possède une épicerie multiservices. (épicerie, presse, bar, tabac, dépôt de pain.) Concernant les infrastructures, elle dispose d'une école primaire publique ainsi que d'une salle des fêtes.

## Administration

### Liste des maires
| Période                                  | Période  | Identité                 | Étiquette | Qualité                  |
| ---------------------------------------- | -------- | ------------------------ | --------- | ------------------------ |
| 1959                                     | 2001     | Jeannine LAURENT         | EXD       | Agent DDE puis retraitée |
| 2001                                     | 2006     | James BERTRAND           |           |                          |
| 2006                                     | 2024     | Jean-Marie FRADON        | DVG       | Retraité                 |
| 2024                                     | en cours | Jean-Christophe BERTRAND |           | Agriculteur              |
| Les données manquantes sont à compléter. |          |                          |           |                          |

## Population et société

### Démographie

#### Évolution démographique
L'évolution du nombre d'habitants est connue à travers les recensements de la population effectués dans la commune depuis 1793. Pour les communes de moins de 10 000 habitants, une enquête de recensement portant sur toute la population est réalisée tous les cinq ans, les populations de référence des années intermédiaires étant quant à elles estimées par interpolation ou extrapolation. Pour la commune, le premier recensement exhaustif entrant dans le cadre du nouveau dispositif a été réalisé en 2006.

En 2022, la commune comptait 288 habitants, en évolution de +15,66 % par rapport à 2016 (Charente-Maritime : +4,04 %, France hors Mayotte : +2,11 %).
| 1793 | 1800 | 1806 | 1821 | 1831 | 1836 | 1841 | 1846 | 1851 |
| ---- | ---- | ---- | ---- | ---- | ---- | ---- | ---- | ---- |
| 458  | 434  | 525  | 450  | 452  | 484  | 485  | 482  | 479  |

| 1856 | 1861 | 1866 | 1872 | 1876 | 1881 | 1886 | 1891 | 1896 |
| ---- | ---- | ---- | ---- | ---- | ---- | ---- | ---- | ---- |
| 456  | 431  | 405  | 375  | 375  | 356  | 352  | 336  | 328  |

| 1901 | 1906 | 1911 | 1921 | 1926 | 1931 | 1936 | 1946 | 1954 |
| ---- | ---- | ---- | ---- | ---- | ---- | ---- | ---- | ---- |
| 340  | 333  | 336  | 286  | 289  | 269  | 284  | 294  | 292  |

| 1962 | 1968 | 1975 | 1982 | 1990 | 1999 | 2006 | 2011 | 2016 |
| ---- | ---- | ---- | ---- | ---- | ---- | ---- | ---- | ---- |
| 294  | 283  | 249  | 234  | 243  | 230  | 222  | 255  | 249  |

| 2021 | 2022 | - | - | - | - | - | - | - |
| ---- | ---- | - | - | - | - | - | - | - |
| 277  | 288  | - | - | - | - | - | - | - |

## Lieux et monuments

### Église paroissiale

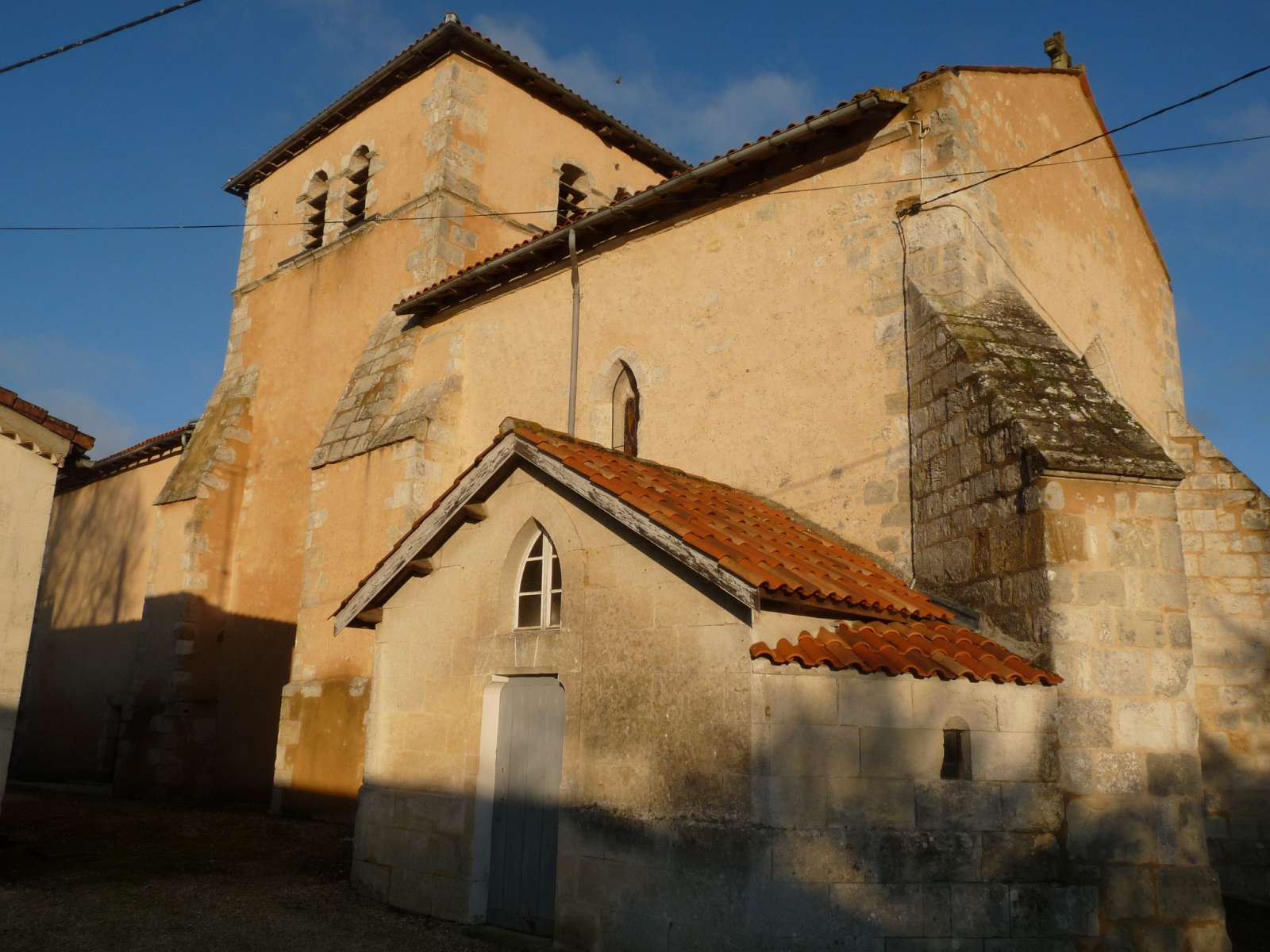
L'église.

L'église paroissiale Saint-Eutrope, Saint-Hilaire date du XIe siècle mais a été remaniée au XVe siècle.
Certains éléments du mobiliers de l'église sont inscrits monuments historiques, tels le retable, le tabernacle et le gradin d'autel ; les fonts baptismaux; la cloche.

### Patrimoine civil
Une grange au lieu-dit Ringefer a été inventoriée ; ainsi que le lavoir situé à la Font du bourg, l'une des sources de la Moulinasse.

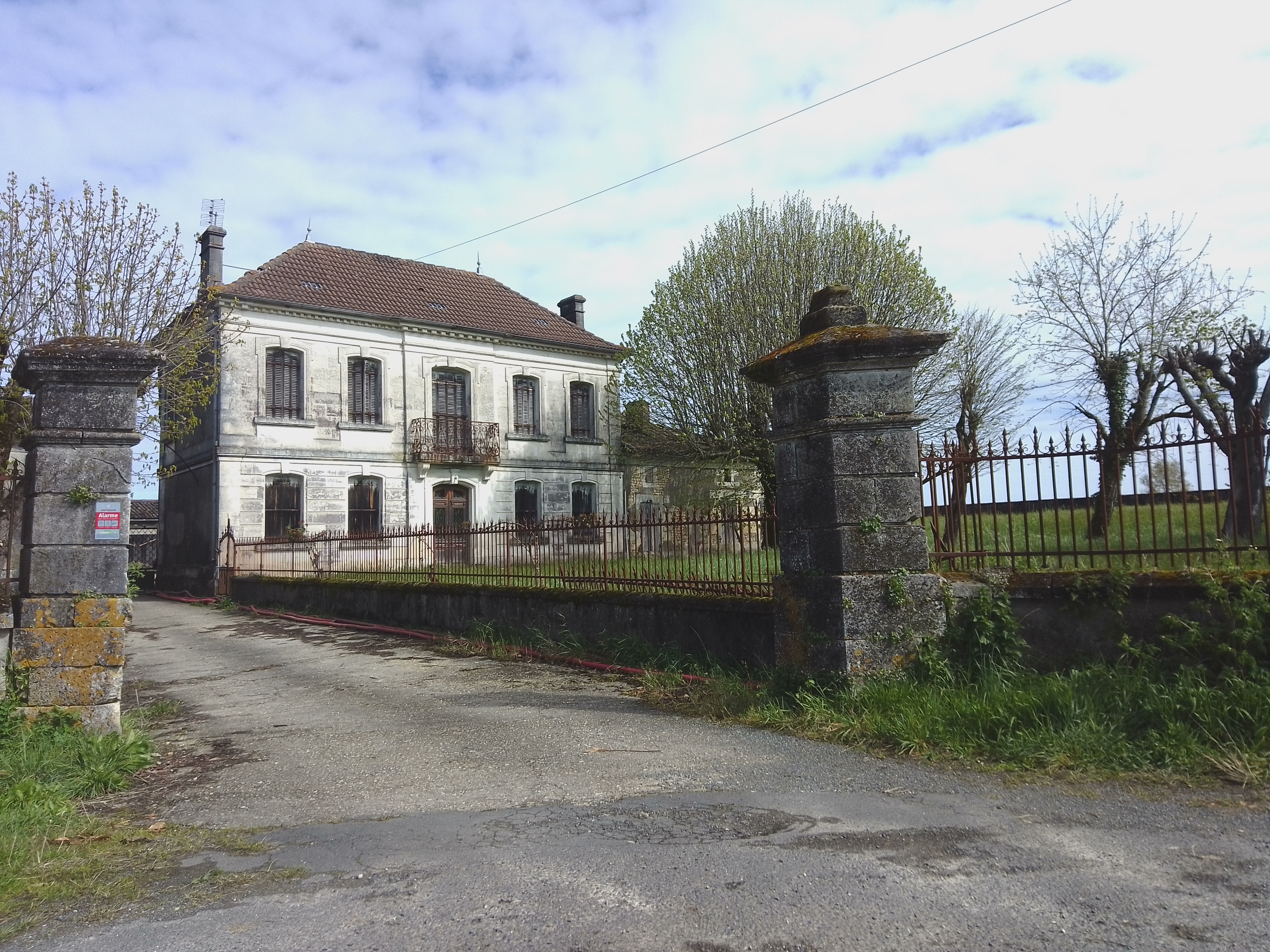
Maison bourgeoise de Chasseloup

Au lieu-dit le Carrefour ainsi qu'ailleurs dans la commune, se distinguent quelques maisons de maîtres qui témoignent de l'enrichissement engendré par le passage de la RN10, ainsi que par la production de Cognac.